# Кунакбаево (Стерлитамакский район)
Кунакба́ево  (баш. Ҡунаҡбай) — деревня в Стерлитамакском районе Республики Башкортостан Российской Федерации. Входит в состав Николаевского сельсовета.

## География

### Географическое положение
Расстояние до:
- районного центра (Стерлитамак): 19 км,
- центра сельсовета (Николаевка): 14 км,
- ближайшей ж/д станции (Стерлитамак): 19 км.

## История
До 19 ноября 2008 года деревня входила в состав Преображеновского сельсовета.

## Население
| 2002 | 2009 | 2010 |
| ---- | ---- | ---- |
| 130  | ↗132 | ↘105 |

### Национальный состав
Согласно переписи 2002 года, преобладающая национальность — башкиры (90 %).